# Paul Duvigneaud
Paul Duvigneaud, né le 13 août 1913 à Marche-en-Famenne et mort le 21 décembre 1991 à Bruxelles, est un botaniste belge.
Il fut professeur à l'Université libre de Bruxelles, à la Faculté des Sciences agronomiques de Gembloux et à l'Université Paris Diderot où il reçut le titre de docteur honoris causa.

## Biographie
Après deux licences à l’Université Libre de Bruxelles (1935, 1937) en biologie, il y travaille comme assistant jusqu’en 1941, puis étudie au Katanga les lichens du Congo pour les Parcs nationaux du Congo belge. En 1949, il est chargé de cours à l’Institut agronomique de Gembloux, en 1952, professeur extraordinaire à l’ULB et ordinaire en 1956. Il enseigne à la Faculté des sciences et à la Faculté de médecine et de pharmacie.
Il est professeur à l’Université de Paris 7 de 1977 à 1983.
Il est l'un des fondateurs du Programme biologique international (PBI), dont il fut le président du comité belge jusqu’en 1974, puis membre du comité central du Scientific Committee on Problems of the Environment (SCOPE).
Il est inhumé au cimetière de Neufchâteau.

## Ouvrages
- « Les usnées barbues et le Crosspterygo-Usnetum des savanes du Bas-Congo, Bulletin de la Société royale de botanique de Belgique, no 85, p. 99-114
- « Études sur la végétation du Katanga et de ses sols métallifères :1. La végétation des sols métallifères », Bulletin de la Société royale de botanique de Belgique, 1958, no 90, p. 127-286
- La synthèse écologique, Paris, Doin, 1974, 380 p.
- L’écosystème forêt, Nancy, École nationale du Génie rural, des Eaux et des Forêts, 1985
- Les sites semi-naturels de l'écosystème Bruxelles : La végétation du Kauwberg à Uccle, Bruxelles, Éditions centre d'études J. Georgin, 1990